# 沃爾特島

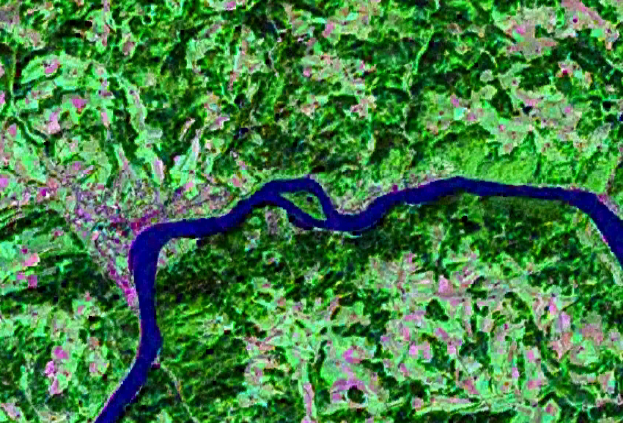

沃爾特島是奧地利的島嶼，位於多瑙河上，由下奧地利州負責管轄，長0.77公里、寬0.3公里，面積0.135平方公里，該島3個湖泊總面積0.7公畝，島上無人居住。